# Hibiscadelphus giffardianus
Hibiscadelphus giffardianus là một loài thực vật có hoa thuộc họ Malvaceae, là loài đặc hữu của Hawaii. Nó được tin là đã tuyệt chủng trong tự nhiên; bất kỳ loài còn lại đều bị đe dọa do mất môi trường sống. Loài được trồng trọt có mặt ở vườn quốc gia núi lửa Hawaii.

## Hình ảnh

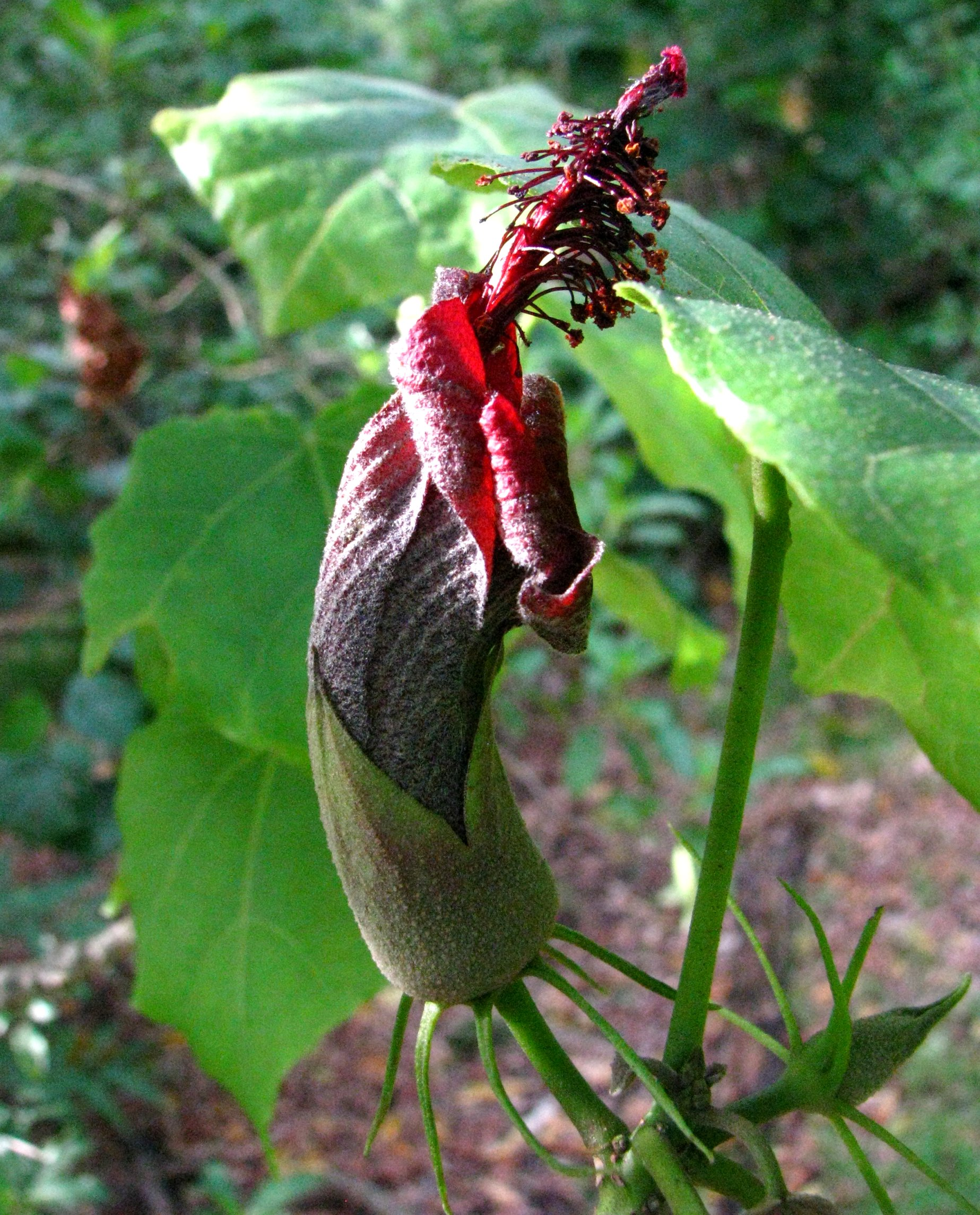
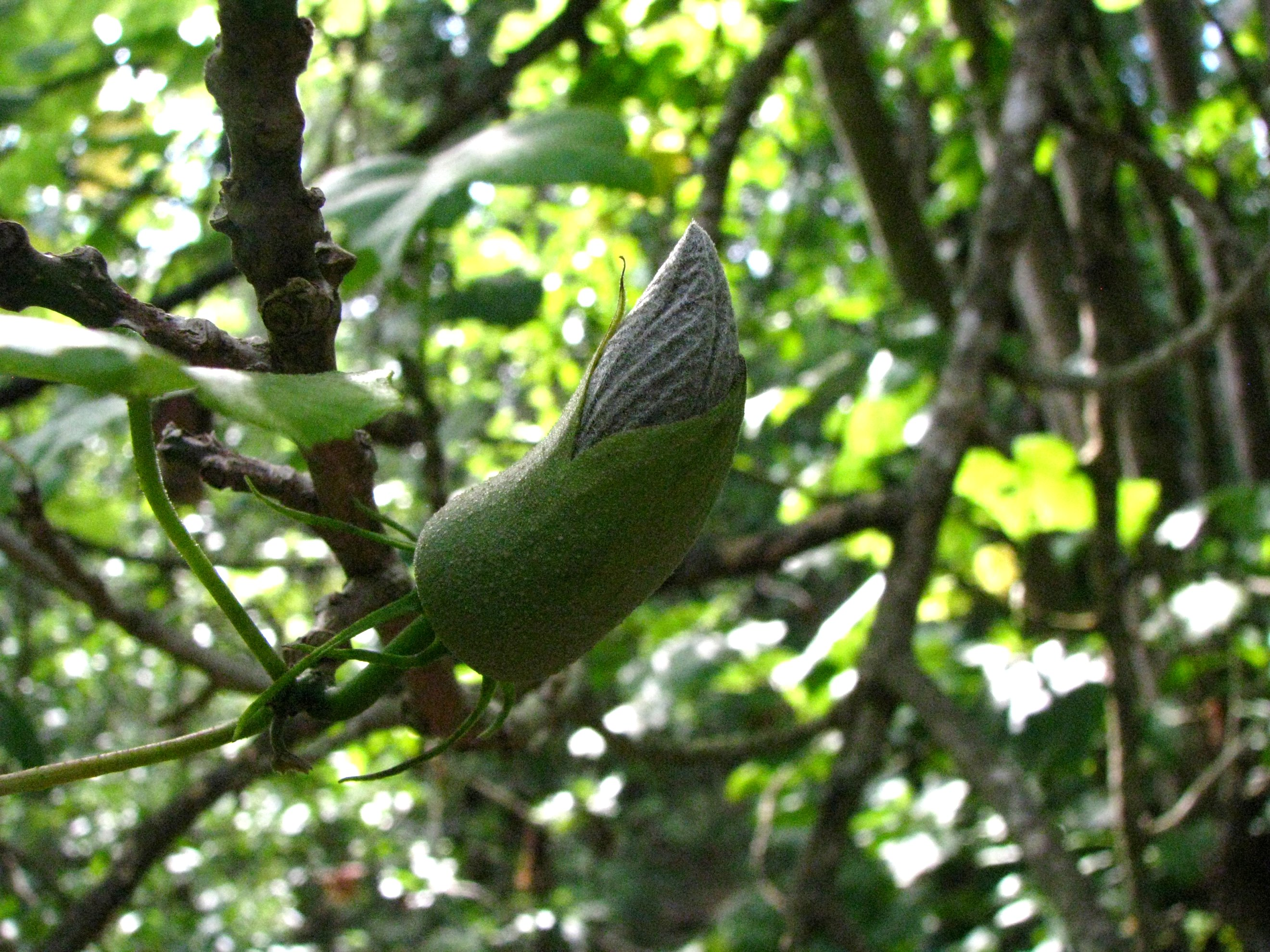
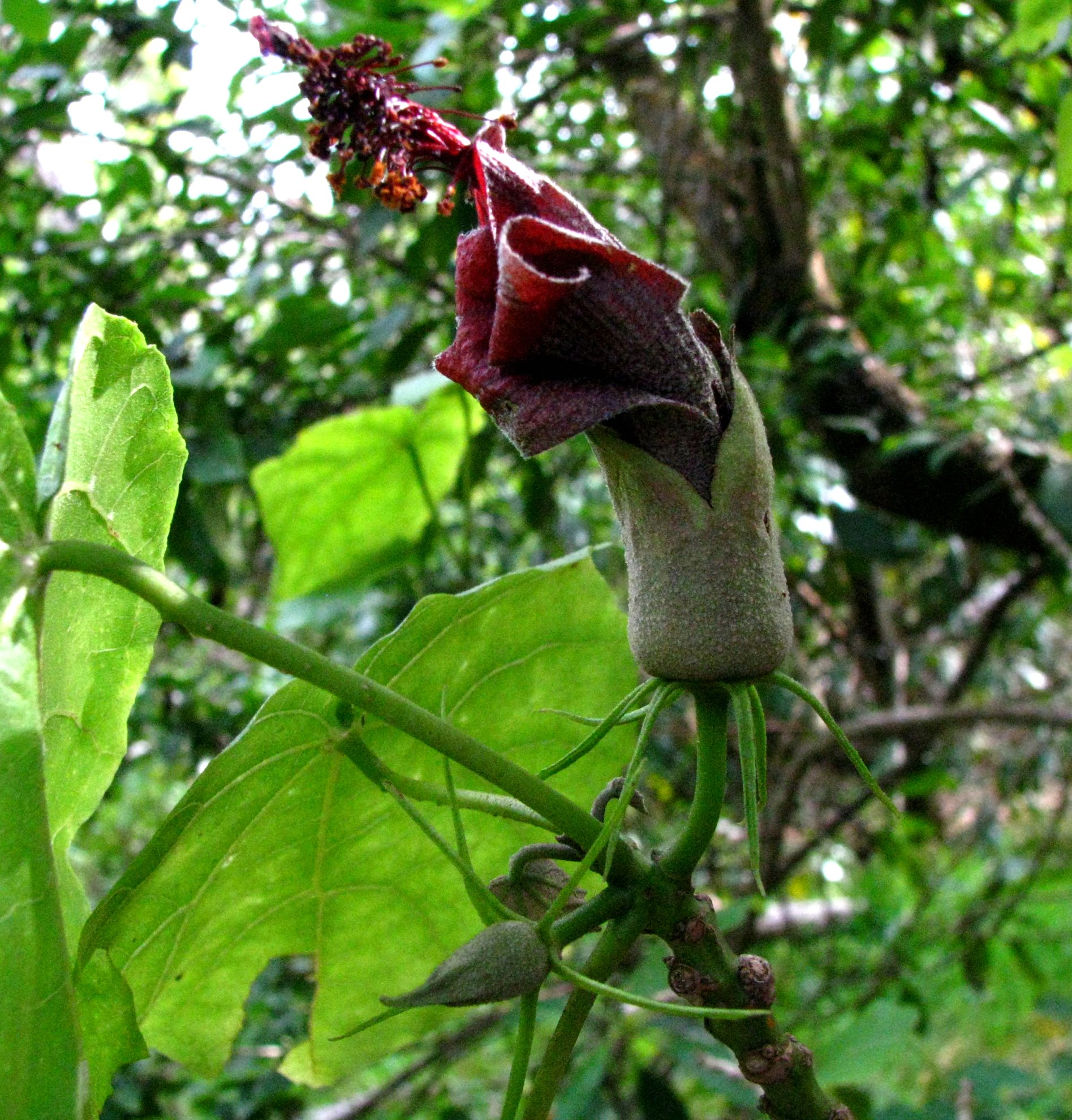
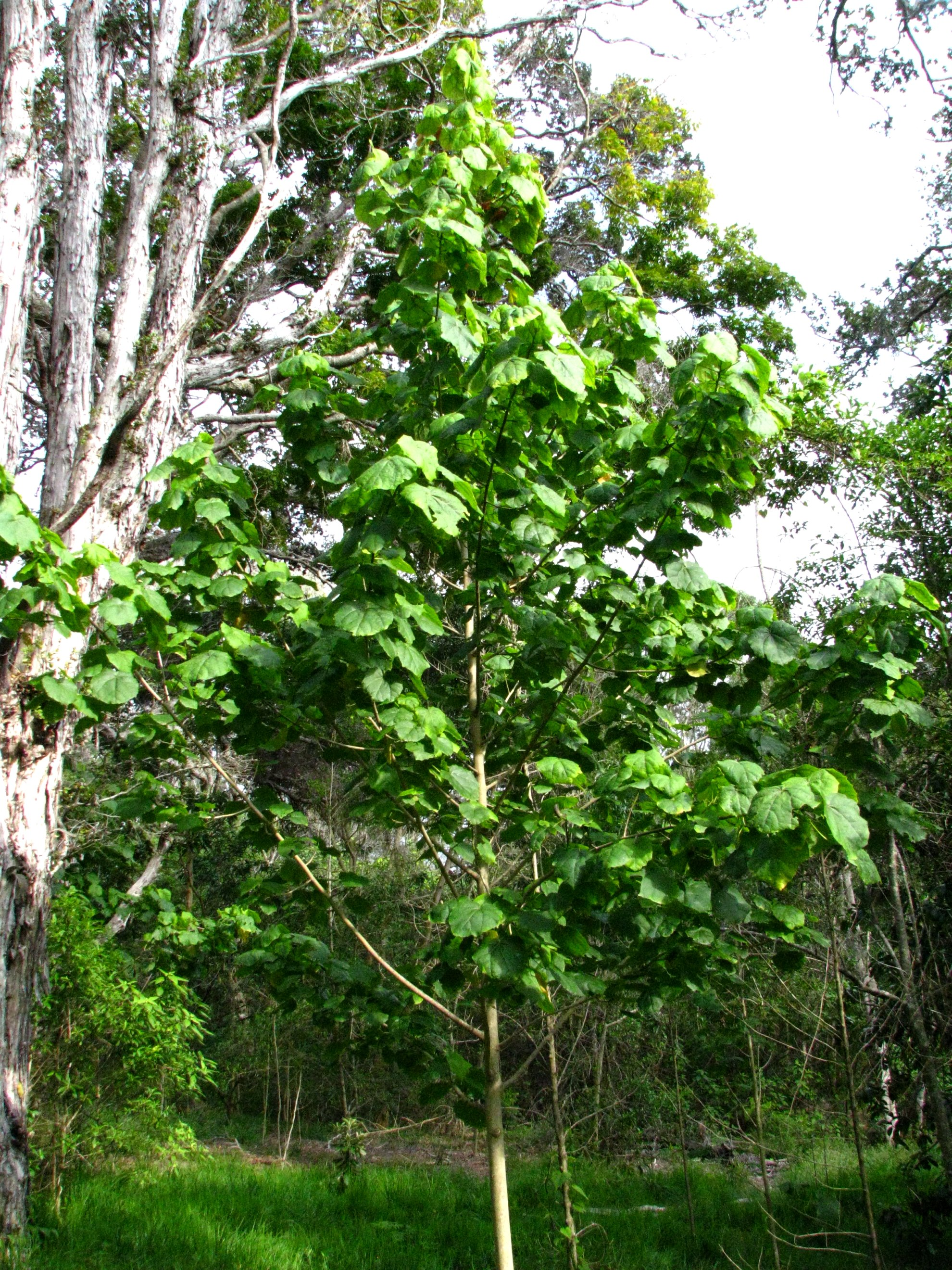